# Ženšen pravý

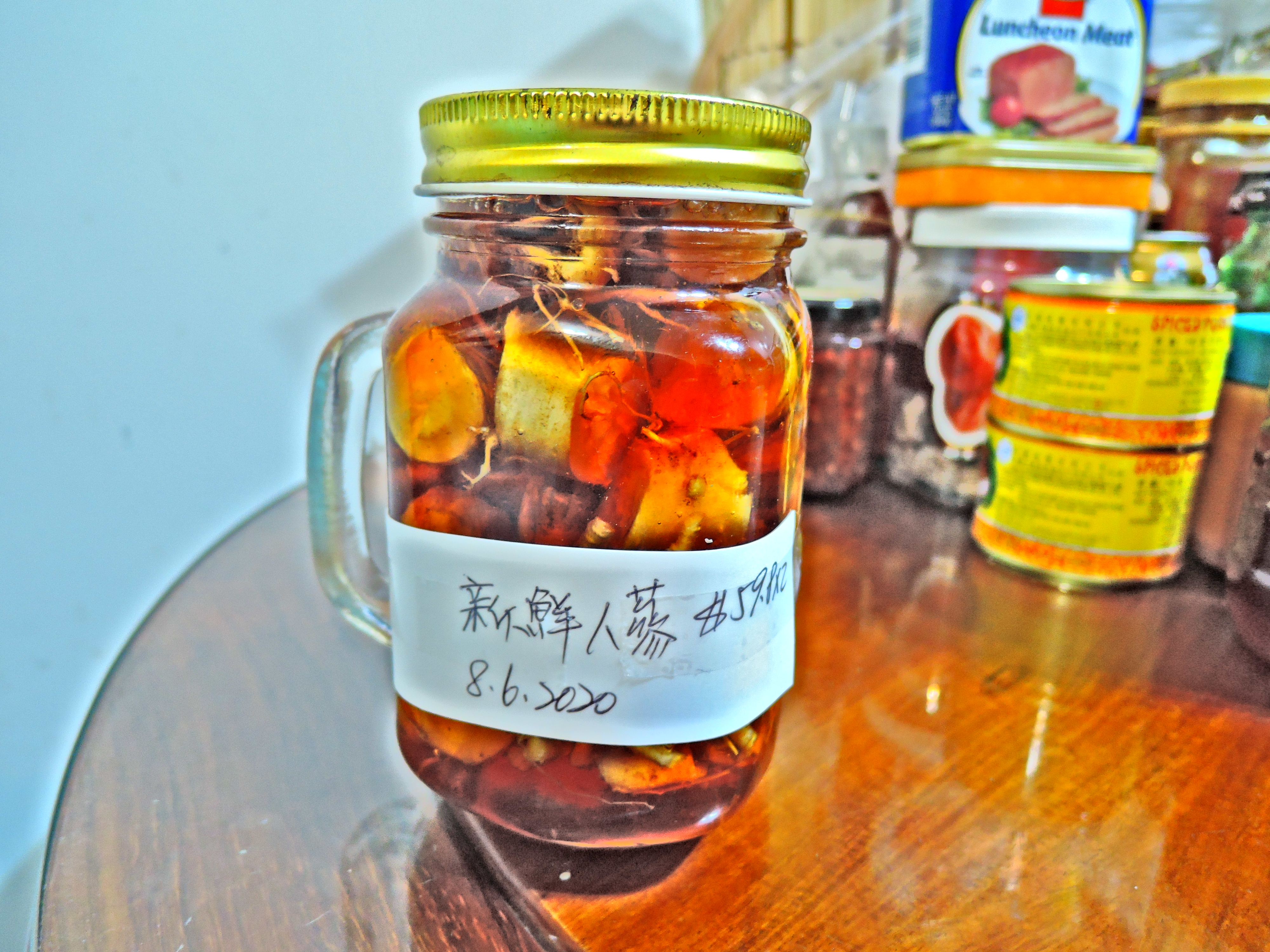
Ženšen s medem

Ženšen pravý (Panax ginseng, syn. Panax schinseng) je druh rostliny z čeledi aralkovitých (Araliaceae). Někdy bývá nazýván též všehoj ženšenový. Léčivá droga zjednodušeně nazývaná asijský ženšen, čínský ženšen a korejský ženšen též pochází z této rostliny. Ženšen pravý patří mezi nejznámější exotické léčivé byliny.

## Etymologie
Druhový název ženšen (ginseng) je odvozeno foneticky z čínského 人 („rén“ = člověk) a nesnadno přeložitelného 蔘 (klasické znaky) či 参 (zjednodušené znaky) („shēn“). Znak 蔘 a fonéma shēn se přátelí s mnoha různými významy jako rádce, účastník, duch, vzdech, šlechtic, identita, život, tělo, bůh (ve smyslu přírodního ducha) atd. Grafická a fonetická složka slova rén-shēn tedy, jak tomu už v čínštině bývá, společně zvou několik doplňujících se výkladů – od skromného „člověčí kořen“ až k majestátnému „síla země v podobě člověka“, chce-li někdo. Označení „šlechtic“ se pak používá v tradiční čínské medicíně pro ženšen a některé jiné důležité rostliny.[zdroj?]

## Popis
Ženšen pravý je vytrvalá vzpřímená bylina dorůstající výšky 30 až 60 cm. Podzemní část je tvořena mohutnou kořenovou hlavou nepravidelného tvaru, z níž vyrůstají 1 až 2 řídce rozvětvené mrkvovité kořeny, dosahující délky až 20 cm a tloušťky až 3 cm. Kořeny bývají ve střední části rozvětvené a mohou připomínat lidské tělo. Lodyha je nevětvená. Nadzemní část rostliny každoročně na zimu odumírá, nová lodyha pak na jaře vyrůstá z pupenů na kořenové hlavě, které se zakládají již v průběhu srpna předchozího roku. Z vrcholu lodyhy vyrůstá v přeslenu 3 až 7 dlouze řapíkatých dlanitě složených listů, skládajících se ze 3 až 5 lístků. Palisty chybějí.Čepel jednotlivých lístků je na bázi široce klínovitá, na vrchní straně lysá, na rubu řídce krátce chlupatá, s hustě pilovitým okrajem a protaženou špicí. Prostřední lístek je oválný nebo podlouhle oválný, 8 až 12 cm dlouhý a 3 až 5 cm široký, postranní lístky jsou vejčité až kosočtverečně vejčité, 2 až 4 cm dlouhé a 1,5 až 3 cm široké. Květy jsou drobné (asi 3 mm velké), zelenobílé, pětičetné a oboupohlavné, uspořádané v jediném vrcholovém okolíku složeném ze 30 až 50 stopkatých květů. Stopka květenství je 15 až 30 cm dlouhá, stopky jednotlivých květů 0,8 až 1,5 cm. Kalich je srostlý, zakončený 5 krátkými zuby. Korunních plátků i tyčinek je 5. Semeník je srostlý ze dvou plodolistů a nese 2 volné čnělky. Plodem je červená, šťavnatá, zploštěle kulovitá, 6 až 7 mm dlouhá peckovice obsahující 1 až 3 semena. Semena jsou bílá, asi 5 mm dlouhá, ledvinovitého tvaru a s drsným povrchem.

## Typologie ženšenu pravého
- Čínský ženšen – Divoký čínský ženšen roste na svazích hor Changbai a Xiaoxinganling. Obsahuje druhý nejvyšší počet saponinů.
- Korejský ženšen – Divoký už není téměř k nalezení. Uměle se ale pěstuje na několika farmách. Podle výzkumů obsahuje největší počet saponinů a je pro lidské zdraví nejlepší.

Podobné účinky jako ženšen pravý má takzvaný americký ženšen. Jedná se o volně rostoucí rostlinu ve střední a východní části Ameriky. Je ale ohrožený, proto je chráněný zákonem. Mimo volnou přírodu se pěstuje na farmách v Ontariu, Britské Kolumbii nebo Wisconsinu.

## Rozšíření
Ženšen pravý roste přirozeně v podrostu smíšených a širokolistých opadavých lesů ve východních oblastech provincií Chej-lung-ťiang, Ťi-lin a Liao-ning na severovýchodě Číny, dále ve východním Rusku v oblasti řeky Ussuri a v Přímořské oblasti a v jižní části Chabarovského kraje. Izolované místo výskytu je v horách Severní Koreje poblíž města Kesong. V dalších oblastech, např. v čínských provinciích Šan-si a Che-pej je pěstován.

## Obsahové látky
Ženšen pravý obsahuje celou paletu účinných látek. Mezi farmakologicky podstatné složky náležejí zejména saponiny, antioxidanty, polysacharidy a peptidy. Výzkum obsahových látek započal již v roce 1854, kdy byl ze ženšenu izolován první glykosid a pojmenován panaquilon. V roce 1906 pak byl izolován první saponin, panaxin. Od této doby bylo již ze ženšenu izolováno více než 70 různých saponinů. Ty bývají hromadně označovány jako ginsenosidy, případně panaxosidy. Ze zásadních antioxidantů se v ženšenu nacházejí zejména maltol, kyselina salicylová a kyselina vanilová.
Z kořene ženšenu pravého byl izolován kyselý polysacharid ginsan, u nějž byl mj. prokázán výrazný stimulující vliv na imunitní systém.

## Účinky ženšenu
Působení ženšenu na lidský organismus je velmi komplexní. Výsledky odborných studií, kterých bylo již publikováno velké množství (v rešerši z roku 2009 je jich uváděno 411), prokázaly působení na oběhový systém, na centrální nervovou soustavu, na soustavu žláz s vnitřní sekrecí nebo imunitní systém. Adaptogenní efekt ženšenu je přisuzován změnám v absorpci kyslíku tkáněmi a přechodné změně v metabolismu cukrů a tuků. Výzkumy také poukázaly na to, že po užívání ženšenu se u mužů zlepšily sexuální funkce podobně jako při používání viagry.

## Toxicita a vedlejší účinky ženšenu
Užívání ženšenu v denní dávce nepřesahující doporučované množství je považováno za bezpečné a případy prokázaných vedlejších účinků se objevují zřídka. Při pokusné studii s dlouhodobým užíváním vysoké denní dávky odpovídající 15 gramům ženšenu na kilogram živé váhy se objevily vedlejší příznaky zahrnující hypertenzi, poruchy trávení (zažívání), nespavost a nervozitu. V jiné studii způsobilo podávání extrémně vysokých dávek ženšenu, přesahujících 15 gramů/kg denně, u pokusných osob depresi a zmatenost.

## Historie
Ženšen pravý zastává významnou roli v lidové medicíně zejména v Číně, Japonsku a Koreji. V čínské knize o bylinách, pocházející z 1. století před naším letopočtem, je ženšen zmiňován jako bylina podporující 5 vnitřních orgánů, tišící nervy, zklidňující mysl, zastavující křeče, vyhánějící zlé duchy, čistící zrak a zlepšující paměť. Ženšen byl v historii mnohokrát opěvován a představa o jeho účinnosti dosáhla téměř mytických rozměrů. Po dlouhá staletí bylo jeho pěstování a sklizeň v Číně výsadou pouze panovníka a oblasti kde se vyskytoval byly běžným lidem uzavřeny. Místní obyvatelé často riskovali život aby ženšen získali, ať již pro svoji potřebu nebo na obchod. Do Evropy jej poprvé přivezl ve 13. století Marco Polo, po dlouhý čas však byl dostupný pouze aristokracii.

## Výzkum ženšenu
V Jižní Koreji je výzkum ženšenu podporován oficiálně pod hlavičkou společnosti The Korean Society of Ginseng. Společnost byla založena již v roce 1975, pořádá konference na poli výzkumu ženšenu a pravidelně uveřejňuje výsledky výzkumů v časopisu Journal of Ginseng Research, který je podporovaný sdružením Korean Federation of Science and Technology Societies a jihokorejským vládním grantem National Research Foundation of Korea. Časopis je peer-reviewed čtvrtletník, je indexován na PubMed Central, Scopus a SCIE a uveřejňuje studie v oblasti základních a klinických aspektů ženšenu, s ohledem na nejnovější pokroky ve výzkumu ženšenu.
Světová zdravotnická organizace v roce 1999 uvedla detailní informace o bylině a kromě jiných parametrů i o detailním chemickém složení a jejím použití vycházející z klinických dat.

## Použití
Ženšen je dnes po celém světě rozšířen jako prostředek doplňkové výživy.[zdroj?] Ženšen bývá doporučován[kým?] jako roborans, k prevenci stresu, pro neurastenické indikace, při cukrovce a též jako afrodiziakum.
V 20. století byl obecně přijímán názor, že účinnost ženšenu nebyla vědecky prokázána a že jeho rozšířené užívání v populaci volá po rigoróznějším výzkumu jeho účinnosti a bezpečnosti. S postupujícím výzkumem stoupla informovanost o ženšenu a Světová zdravotnická organizace uvedla, že na základě klinických dat je možné použít ženšen jako profylaktické a regenerační činidlo pro zlepšení duševní a fyzické schopnosti, v případě slabosti, únavy, vyčerpání a ztráty koncentrace a také pro rekonvalescenci.
Četnost nežádoucích účinků po užití ženšenu byla blízká placebu, přičemž nejčastějšími nežádoucími účinky byly bolesti hlavy, poruchy spánku a zažívací potíže. Dá se říci, že závažnější nežádoucí účinky ženšenu lze prakticky vyloučit. D. Ross uvádí, že ženšen má zřejmě jisté léčivé účinky, ale ty jsou poměrně nepředvídatelné a velmi proměnlivé, navíc je velmi drahý a byly zaznamenány případy předávkování.
Ženšen (American Ginseng) může být využit při léčbě cukrovky. Poslední Americké studie dokazují, že užívání této rostlinné drogy před jídlem snižuje glykemii u lidí s diabetem.[zdroj?] Glykemie se u diabetiků, kterým byly podávány tobolky, snížila o 20 procent. Stejný pokles se objevil i u nediabetiků, ovšem pouze tehdy, když užívali ženšenové kapsle před jídlem.

## Dostupnost

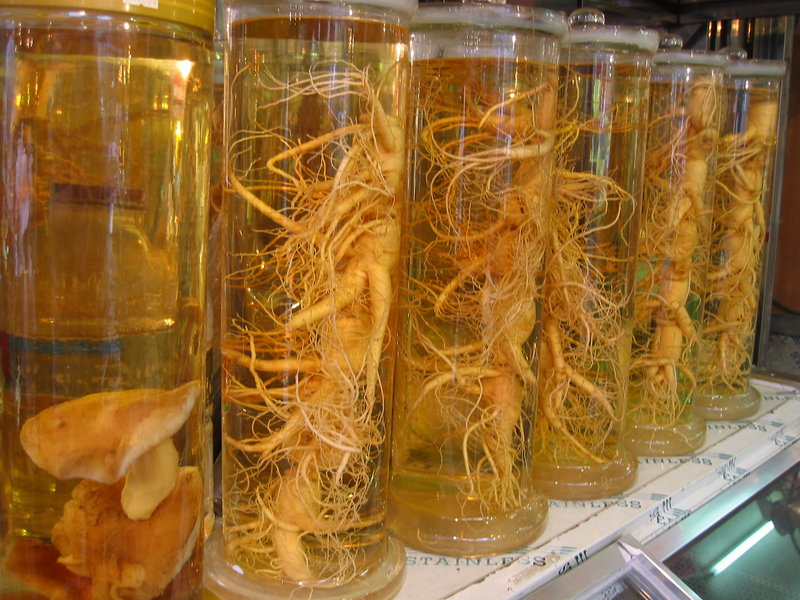
Na tržišti v Koreji

Nejčastěji užívanou částí ženšenu je kořen. Suší se buďto na slunci, čímž vzniká tzv. bílý ženšen (ginseng radix alba), nebo se paří v cukerném nebo bylinném nálevu a následně vcelku suší umělým teplem, čímž vzniká tzv. červený ženšen (ginseng radix rubra), který je křehký, mírně sklovitý, hnědočervené barvy. Před použitím se většinou krájí nebo práškuje. V lékárnách je k dostání buďto kořenová droga, nebo ženšenové extrakty, sirupy a pilulky, v nichž může být ženšen kombinován s jinými výživovými doplňky, např. vitamíny. Zatímco v kvalitě kořenové drogy se lze zhruba orientovat pozorováním velikosti, textury a počítáním letokruhů, u výtažků je nutné složení stanovit chromatografií nebo hmotnostní spektrometrií.

## Obsah účinných látek v komerčních přípravcích
Rozborem 25 komerčních přípravků na bázi ženšenu či příbuzného rodu Eleutherococcus, dostupných na trhu ve Spojených státech, bylo potvrzeno, že všechny zkoumané přípravky odpovídající účinné látky skutečně obsahují, obsah účinných látek v nich však velmi kolísá. Naproti tomu studie celkem 50 přípravků z 11 zemí prokázala, že necelých 10 % těchto přípravků má nízký obsah účinných látek (pod 2 %), případně je vůbec neobsahují.